# Emoia reimschisseli
Emoia reimschisseli är en ödleart som beskrevs av  Tanner 1950. Emoia reimschisseli ingår i släktet Emoia och familjen skinkar. Inga underarter finns listade i Catalogue of Life.